# Michael Schreiber (Sprachwissenschaftler)
Michael Schreiber (* 10. August 1962 in Fritzlar) ist ein deutscher Sprachwissenschaftler mit den Arbeitsschwerpunkten Translations-, Sprach- und Kulturwissenschaft. Er ist Professor für Französische und Italienische Sprach- und Übersetzungswissenschaft am Fachbereich Translations-, Sprach- und Kulturwissenschaft (FTSK) der Johannes Gutenberg-Universität Mainz in Germersheim. Er ist Vertreter des FTSK Germersheim im Transforum (Koordinierungsausschuss Praxis und Lehre im Bereich Übersetzen und Dolmetschen). Außerdem ist er Mitherausgeber der Reihe FASK. Publikationen des Fachbereichs Angewandte Sprach- und Kulturwissenschaft der Johannes Gutenberg-Universität Mainz in Germersheim.

## Leben
Michael Schreiber beendete 1988 sein Studium als Diplomübersetzer in Germersheim. 1993 promovierte er in Germersheim zum Thema „Übersetzung und Bearbeitung. Zur Differenzierung und Abgrenzung des Übersetzungsbegriffs“ und wurde für seine Dissertation mit dem Preis der Johannes Gutenberg-Universität ausgezeichnet. 1998 wurde er mit der Schrift „Textgrammatik – Gesprochene Sprache – Sprachvergleich. Proformen im gesprochenen Französischen und Deutschen“ in Heidelberg habilitiert. In den Jahren 2004 und 2005 vertrat er verschiedene Professuren in Stuttgart, Graz und Innsbruck und war Professor für Französische Sprach- und Übersetzungswissenschaft an der Fachhochschule Köln. Zum Wintersemester 2005/2006 wurde er zum Professor für Romanistik an den FTSK der Universität Mainz in Germersheim berufen. Von 2008 bis 2011 war Schreiber Dekan des FTSK Germersheim.
Schreiber war Gastprofessor/-dozent an der Universität Montpellier, der Universität Triest, der Universität Gent und der Universität Antwerpen. Er ist als Gutachter für die Deutsch-Französische Hochschule tätig sowie für den Fonds Wetenschappelijk Onderzoek Vlaanderen und die Akkreditierungsagenturen Akkreditierungs-, Certifizierungs- und Qualitätssicherungs-Institut (ACQUIN), Agentur für Qualitätssicherung durch Akkreditierung von Studiengängen (AQAS) und Zentrale Evaluations- und Akkreditierungsagentur (ZEvA).

## Forschungsschwerpunkte
- Allgemeine und sprachenpaarbezogene Translationswissenschaft
- Textlinguistik
- Varietätenlinguistik
- Grammatikographie
- Pragmatik
- Rhetorik

## Abgeschlossene Forschungsprojekte
- 2003–2005: „Linguistische Grundlagen der literarischen Übersetzung“ (Kooperation der Universitäten Heidelberg und Montpellier)
- 2005–2006: Mitarbeit am Projekt „Übersetzung – Entlehnung – Sprachgeschichte“ unter der Leitung von Jörn Albrecht, Universität Heidelberg

## Weitere Funktionen
Seit 2005 leitet er gemeinsam mit Silvia Hansen-Schirra die Vortragsreihe „Translationswissenschaftliches Kolloquium“ am FTSK Germersheim.
Seit 2009 ist er Mitarbeiter des interuniversitären Forschungsprojekts „Translation und Rhetorik“ der einschlägigen Studiengänge in Saarbrücken, Trier, Heidelberg, Duisburg-Essen und Germersheim.
Seit 2010 leitet er das Organisationskomitee für den 7. Kongress der "European Society for Translation Studies" in Germersheim, der vom 29. August bis 1. September 2013 unter dem Titel „Translation Studies: Centres and Peripheries“ stattfand.
Seit 2011 forscht Michael Schreiber zum Thema „Übersetzungspolitik während der Französischen Revolution“. Außerdem ist er seit 2011 Mitarbeiter an der Konzeption eines Graduiertenkollegs zum Thema „Schreiben aus zweiter Hand“ im Rahmen des Forschungsschwerpunktes Historische Kulturwissenschaften der Universität Mainz.
Seit 2012 leitet er gemeinsam mit Silvia Hansen-Schirra das Forschungsprojekt „Übersetzen und Dolmetschen politischer Reden“.

## Mitgliedschaften
- European Society for Translation Studies (Vorstandsmitglied)
- Deutsche Gesellschaft für Übersetzungs- und Dolmetschwissenschaft
- Deutscher Romanistenverband
- Frankoromanistenverband
- Gutachterrat der Tagungsreihe Deutsche Sprachwissenschaft in Italien
- Wissenschaftlicher Beirat der Zeitschrift "Moderne Sprachen", Hg. Verband der Österreichischen Neuphilologen, Praesens-Verlag
- Wissenschaftlicher Beirat der Reihe Traductologie
- Wissenschaftlicher Beirat der Zeitschrift Lingue e Linguaggi
- Wissenschaftlicher Beirat der Reihe Studia Translatorica
- Wissenschaftlicher Beirat der Reihe Kontrastive Linguistik / Linguistica contrastiva

## Publikationen (Auswahl)
- Übersetzung und Bearbeitung. Zur Differenzierung und Abgrenzung des Übersetzungsbegriffs. Gunter Narr, Tübingen 1993 (Diss. phil.) ISBN 978-3823350545
- Textgrammatik – Gesprochene Sprache – Sprachvergleich. Proformen im gesprochenen Französischen und Deutschen. Peter Lang, Frankfurt 1999 (Habil.) ISBN 978-3631350492
- Grundlagen der Übersetzungswissenschaft: Französisch, Italienisch, Spanisch. Niemeyer, Tübingen 2006 ISBN 978-3484540491
- Vergleichende Studien zur romanischen und deutschen Grammatikographie. Peter Lang, Frankfurt 2004 ISBN 978-3631514320
- Übersetzung und Bearbeitung: zur Differenzierung und Abgrenzung des Übersetzungsbegriffs. Narr, Tübingen 1993 ISBN 978-3823350545
- Mitherausgabe der Reihe FASK. Publikationen des Fachbereichs Angewandte Sprach- und Kulturwissenschaft der Johannes Gutenberg-Universität Mainz in Germersheim, seit 2005